# Obaga de la Font del Cristall
L'Obaga de la Font del Cristall, és una obaga del terme municipal de Conca de Dalt, al Pallars Jussà, a l'antic terme de Toralla i Serradell, en el territori del poble de Rivert.
Està situada a ponent de Rivert, al vessant nord del Serrat del Gargallar, a ponent dEls Gargallars.